# 夏焼谷川
夏焼谷川（なつやけだにがわ）は、徳島県徳島市を流れる勝浦川水系の河川。八多川の支流。

## 地理
徳島市八多町の中津峰山に源を発し、八多町を北流し八多川中流部に合流する。河川名は、流域の八多町の夏焼地区から取られている。
流域の殆どが中津峰山の山麓を流れ、八多五滝や犬飼農村舞台などの観光地が点在する。

## 橋梁
- 田中橋

## 流域の主な施設
- 八多五滝
- 犬飼農村舞台（五王神社）